# パラシュートの部屋で
「パラシュートの部屋で」（ぱらしゅーとのへやで）は、CHAGE and ASKAの楽曲。自身の42作目のシングルとして、キティMMEから2001年8月8日に発売された。

## 解説
前作「ロケットの樹の下で」から約3ヵ月でのリリースとなった。
MVが制作されているが、撮影の時点ではまだ歌詞が完成しておらず2人が歌唱するシーンは存在しない。

## 収録曲
| #         | タイトル                   | 作詞        | 作曲      | 編曲                                                  | 時間  |
| --------- | -------------------------- | ----------- | --------- | ----------------------------------------------------- | ----- |
| 1.        | 「パラシュートの部屋で」   | ASKA        | ASKA      | ASKA、鈴川真樹、Richard Cottle、Paul Staveley O'Duffy | 5:26  |
| 2.        | 「アジアンレストランにて」 | ASKA、CHAGE | CHAGE     | Paul Staveley O'Duffy、村田努                         | 4:41  |
| 合計時間: | 合計時間:                  | 合計時間:   | 合計時間: | 合計時間:                                             | 10:07 |

## 楽曲解説
1. パラシュートの部屋で
三井住友海上火災保険 「MOST」 CMソング。また、フジテレビ系『金曜エンタテイメント』オープニングテーマ。
ポルノグラフィティの新藤晴一は、当時楽曲の作詞に行き詰っていた際、この曲に感化され「ヴォイス」を書き上げたというエピソードがある[1]。
2. アジアンレストランにて

## 収録アルバム
- NOT AT ALL (#1,#2)
- CHAGE and ASKA VERY BEST NOTHING BUT C&A (#1)